# Hemibarbus mylodon
Hemibarbus mylodon (лат.) — пресноводная рыба рода коней (семейство карповых), эндемик Южной Кореи. Внесена в Красную книгу Республики Кореи как уязвимый вид.

## Таксономия
Данный вид был описан в 1907 году русским ихтиологом Л. С. Бергом в «Обзоре пресноводных рыб Кореи». В это время вид рассматривался как относящийся к роду Gonoproktopterus семейства карповых. Впоследствии родовое название было изменено на Barbus, а в 1984 году было показано, что этот вид ближе к роду Hemibarbus. Местное название рыбы — орымчхи (англ. eoreumchi).

## Физические характеристики и образ жизни
Hemibarbus mylodon — пресноводная рыба, обитающая в придонных слоях воды. Длина тела до 25 см, в спинном плавнике от 3 до 7, в анальном плавнике от 3 до 5 мягких лучей.
Населяет реки, дно которых покрыто илом и галькой. В апреле-мае самец и самка отыскивают место для метания икры и формируют овальный бассейн, в который самка откладывает 1200—2300 икринок. После этого обе рыбы начинают носить к этому месту мелкую гальку, из которой возводят башню для защиты икры. Работа по строительству башни продолжается даже после того, как рот у рыб начинает кровоточить, что превратило этот вид в символ родительской заботы в корейской культуре.

## Ареал и охранный статус
Hemibarbus mylodon — эндемик Южной Кореи, встречающийся только в трёх реках на её территории — Ханган, Кымган и Имджинган. Популяция вида из-за активного вылова и загрязнения рек сократилась к 1990-м годам до критического уровня, поэтому в 1996 году министерство охраны окружающей среды Республики Корея объявило, что он берётся под защиту. С этого времени в Республике Корее вылов, обработка и распространение рыб этого вида запрещены без специального разрешения, им присвоен статус памятника природы. H. mylodon занесён в Красную книгу Республики Кореи как уязвимый вид. Властями Республики Кореи предпринимаются усилия по сохранению вида в естественной среде обитания, в том числе в северном течении реки Ханган, протекающей через демилитаризованную зону; в 2005 году в реку Кымган были выпущены 10 тысяч мальков этого вида для восстановления популяции.